# Baat
Das Baat, auch Tikal, war ein siamesisches Gewichtsmaß und auch eine Silbermünze. Nach dem französischen Markgewicht ließ es folgende Beziehungen zu
- 1 Baat = 3 Gros, 2 Denier, 20 Gran = 284 Grän
- 1 Baat = 8462 Reichspfennigteile (Kölner Mark) => 1 Unze ≈ 15 bis 16 Gramm
- 40 Baat = 1 Katti/Kätti